# 아애묘성인
아애묘성인(我爱喵星人, Catman)은 중국에서 제작된 박희곤 감독의 2016년 멜로/로맨스, 드라마 영화이다. 세훈 등이 주연으로 출연하였다.

## 출연

### 주연
- 세훈
- 우치엔

### 조연
- 쑹웨이룽
- 쉬커
- 쥐징이
- 쉬자치